# رابرت فان زیبروک
رابرت فان زیبروک (انگلیسی: Robert Van Zeebroeck; ۳۱ اکتبر ۱۹۰۹ – Unknown) اسکیت‌باز نمایشی اهل بلژیک بود.